# Scinax
A Scinax a kétéltűek (Amphibia) osztályába a békák (Anura) rendjébe és a levelibéka-félék (Hylidae) családjába, azon belül a  Scinaxinae alcsaládba tartozó nem.

## Rendszerezés
A nembe az alábbi fajok tartoznak.
- Scinax acuminatus (Cope, 1862)
- Scinax agilis  (Cruz & Peixoto, 1983)
- Scinax albicans Bokermann, 1967
- Scinax alcatraz (Lutz, 1973)
- Scinax altae  (Dunn, 1933)
- Scinax alter Lutz, 1973)
- Scinax angrensis Lutz, 1973)
- Scinax arduous Peixoto, 2002
- Scinax argyreornatus (Miranda-Ribeiro, 1926)
- Scinax ariadne (Bokermann, 1967)
- Scinax aromothyella Faivovich, 2005
- Scinax atratus (Peixoto, 1989)
- Scinax auratus (Wied-Neuwied, 1821)
- Scinax baumgardneri (Rivero, 1961)
- Scinax belloni Faivovich, Gasparini, & Haddad, 2010
- Scinax berthae (Barrio, 1962)
- Scinax blairi (Fouquette & Pyburn, 1972)
- Scinax boesemani (Goin, 1966)
- Scinax boulengeri (Cope, 1887)
- Scinax brieni (De Witte, 1930)
- Scinax cabralensis Drummond, Baêta, & Pires, 2007
- Scinax caissara (Lourenço, Zina, Catroli, Kasahara, Faivovich, & Haddad, 2016)
- Scinax caldarum (Lutz, 1968)
- Scinax camposseabrai (Bokermann, 1968)
- Scinax canastrensis (Cardoso & Haddad, 1982)
- Scinax caprarius Acosta-Galvis, 2018
- Scinax cardosoi (Carvalho-e-Silva & Peixoto, 1991)
- Scinax carnevallii (Caramaschi & Kisteumacher, 1989)
- Scinax castroviejoi De la Riva, 1993
- Scinax catharinae (Boulenger, 1888)
- Scinax centralis Pombal & Bastos, 1996
- Scinax chiquitanus  (De la Riva, 1990)
- Scinax constrictus Lima, Bastos, & Giaretta, 2005
- Scinax cosenzai Lacerda, Peixoto, & Feio, 2012
- Scinax cretatus Nunes & Pombal, 2011
- Scinax crospedospilus (Lutz, 1925)
- Scinax cruentommus (Duellman, 1972)
- Scinax curicica Pugliese, Pombal, & Sazima, 2004
- Scinax cuspidatus (Lutz, 1925)
- Scinax danae (Duellman, 1986)
- Scinax dolloi (Werner, 1903)
- Scinax duartei (Lutz, 1951)
- Scinax elaeochrous
- Scinax eurydice (Bokermann, 1968)
- Scinax exiguus (Duellman, 1986)
- Scinax faivovichi Brasileiro, Oyamaguchi, & Haddad, 2007
- Scinax flavoguttatus (Lutz & Lutz, 1939)
- Scinax fontanarrosai Baldo, Araujo-Vieira, Cardozo, Borteiro, Leal, Pereyra, Kolenc, Lyra, Garcia, Haddad, & Faivovich, 2019
- Scinax funereus  (Cope, 1874)
- Scinax fuscomarginatus  (Lutz, 1925)
- Scinax fuscovarius (Lutz, 1925)
- Scinax garbei (Miranda-Ribeiro, 1926)
- Scinax garibaldiae Lourenço, Lingnau, Haddad, & Faivovich, 2019
- Scinax goyus (Andrade, Santos, Rocha, Pombal, & Vaz-Silva, 2018)
- Scinax granulatus (Peters, 1871)
- Scinax haddadorum Araujo-Vieira, Valdujo, & Faivovich, 2016
- Scinax hayii (Barbour, 1909)
- Scinax heyeri (Peixoto & Weygoldt, 1986)
- Scinax hiemalis (Haddad & Pombal, 1987)
- Scinax humilis (A. Lutz & B. Lutz, 1954)
- Scinax ictericus Duellman & Wiens, 1993
- Scinax imbegue Nunes, Kwet, & Pombal, 2012
- Scinax insperatus Silva & Alves-Silva, 2011
- Scinax iquitorum Moravec, Tuanama, Pérez-Peña, & Lehr, 2009
- Scinax jolyi Lescure & Marty, 2000
- Scinax juncae Nunes & Pombal, 2010
- Scinax jureia (Pombal & Gordo, 1991)
- Scinax karenanneae (Pyburn, 1993)
- Scinax kautskyi (Carvalho-e-Silva & Peixoto, 1991)
- Scinax kennedyi (Pyburn, 1973)
- Scinax lindsayi Pyburn, 1992
- Scinax littoralis (Pombal & Gordo, 1991)
- Scinax littoreus (Peixoto, 1988)
- Scinax longilineus (Lutz, 1968)
- Scinax luizotavioi (Caramaschi & Kisteumacher, 1989)
- Scinax machadoi (Bokermann & Sazima, 1973)
- Scinax madeirae (Bokermann, 1964)
- Scinax manriquei Barrio-Amorós, Orellana, & Chacón-Ortiz, 2004
- Scinax maracaya (Cardoso & Sazima, 1980)
- Scinax melanodactylus Lourenço, Luna, & Pombal, 2014
- Scinax melloi (Peixoto, 1989)
- Scinax montivagus Juncá, Napoli, Nunes, Mercȇs, & Abreu, 2015
- Scinax muriciensis Cruz, Nunes, & Lima, 2011
- Scinax nasicus (Cope, 1862)
- Scinax nebulosus (Spix, 1824)
- Scinax obtriangulatus (Lutz, 1973)
- Scinax onca Ferrão, Moravec, Fraga, Pinheiro de Almeida, Kaefer, & Lima, 2017
- Scinax oreites Duellman & Wiens, 1993
- Scinax pachycrus (Miranda-Ribeiro, 1937)
- Scinax parkeri
- Scinax pedromedinae (Henle, 1991)
- Scinax peixotoi Brasileiro, Haddad, Sawaya, & Martins, 2007
- Scinax perereca Pombal, Haddad, & Kasahara, 1995
- Scinax perpusillus (Lutz & Lutz, 1939)
- Scinax pinima (Bokermann & Sazima, 1973)
- Scinax pombali Lourenço, Carvalho, Baêta, Pezzuti, & Leite, 2013
- Scinax proboscideus (Brongersma, 1933)
- Scinax quinquefasciatus (Fowler, 1913)
- Scinax ranki (Andrade & Cardoso, 1987)
- Scinax rizibilis (Bokermann, 1964)
- Scinax rogerioi Pugliese, Baêta, & Pombal, 2009
- Scinax rossaferesae Conte, Araujo-Vieira, Crivellari, & Berneck, 2016
- Scinax rostratus (Peters, 1863)
- Scinax ruber (Laurenti, 1768)
- Scinax ruberoculatus Ferrão, Fraga, Moravec, Kaefer, & Lima, 2018
- Scinax rupestris Araujo-Vieira, Brandão, & Faria, 2015
- Scinax sateremawe Sturaro & Peloso, 2014
- Scinax similis (Cochran, 1952)
- Scinax skaios Pombal, Carvalho, Canelas, & Bastos, 2010
- Scinax skuki Lima, Cruz, & Azevedo, 2011
- Scinax squalirostris (Lutz, 1925)
- Scinax staufferi (Cope, 1865)
- Scinax strigilatus (Spix, 1824)
- Scinax strussmannae Ferrão, Moravec, Kaefer, Fraga, & Lima, 2018
- Scinax sugillatus (Duellman, 1973)
- Scinax tigrinus Nunes, Carvalho, & Pereira, 2010
- Scinax trapicheiroi (A. Lutz & B. Lutz, 1954)
- Scinax trilineatus
- Scinax tripui Lourenço, Nascimento, & Pires, 2010
- Scinax tsachila Ron, Duellman, Caminer, & Pazmiño, 2018
- Scinax tupinamba Silva & Alves-Silva, 2008
- Scinax tymbamirim Nunes, Kwet, & Pombal, 2012
- Scinax uruguayus (Schmidt, 1944)
- Scinax v-signatus Lutz, 1968
- Scinax villasboasi Brusquetti, Jansen, Barrio-Amorós, Segalla, & Haddad, 2014
- Scinax wandae (Pyburn & Fouquette, 1971)
- Scinax x-signatus (Spix, 1824)